# Márcio Roberto dos Santos
Márcio Roberto dos Santos eller bare Márcio Santos (født 15. september 1969 i São Paulo, Brasilien) er en tidligere brasiliansk fodboldspiller (forsvarer), der med Brasiliens landshold vandt guld ved VM i 1994 i USA. Han spillede fra start i alle brasilianernes syv kampe under turneringen. I finalen mod Italien, brændte han sit forsøg i straffesparkskonkurrencen, der dog alligevel endte med brasiliansk triumf. I alt nåede han at spille 43 landskampe og score fem mål. Han var også med til at vinde Copa América i 1997.
Márcio Santos spillede på klubplan for adskillige klubber i hjemlandet, blandt andet SC Internacional, São Paulo FC, Santos FC og Botafogo. Han var også i Europa og spille for Bordeaux, Fiorentina og Ajax.